# Balitora kwangsiensis
Balitora kwangsiensis es una especie de peces de la familia Balitoridae en el orden de los Cypriniformes.

## Morfología
• Los machos pueden llegar alcanzar los 12 cm de longitud total.

## Distribución geográfica
Se encuentran en Asia:  cuencas de los ríos  Nam Ma (Laos) y  Song defecto ( el Vietnam y China - Yunnan -).

## Hábitat
Es un pez de agua dulce y de clima subtropical.